# عزوم النهايات الثابتة
عزوم النهايات الثابتة هي عزوم رد الفعل التي تنتج في عنصر كمرة تحت تأثير أحمال معينة عندما تكون نهايتا الكمرة مثبتين، الكمرة مثبتة الأطراف هي كمرة غير محددة إستاتيكيًا لدرجة الثالثة، وأي طرق تحليل إنشائي لكمرات غير محدد إستاتيكياً يمكن استخدامها في إيجاد عزم النهاية الثابت.
الطرق هي:
- طريقة إنحراف الميل.
- طريقة توزيع العزوم.
- طريقة الصلابة المباشرة.

## أمثلة
في الأمثلة الآتية، العزوم في اتجاه عقارب الساعة موجبة، ويمكن استنتاج  ردود الأفعال الرأسية من علم السكون.
| حمل مركز P        | حمل مزوع خطياً q0 |
| حمل موزع متساوي q | اذدواج M0        |

حالتي الأحمال الموزعة يمكن استنتاجهما من تكامل مع حالة الحمل المركز.
مثال: عند تأثير حمل موزع مكافئ {\displaystyle q} علي كمرة، ثم جزء صغير {\displaystyle dx} علي مسافة {\displaystyle x} من نهاية يسار الكمرة ممكن أن يكون كأنه تحت تأثير حمل مركز {\displaystyle qdx}
{\displaystyle M_{\mathrm {right} }^{\mathrm {fixed} }=\int _{0}^{L}{\frac {qdx\,x^{2}(L-x)}{L^{2}}}={\frac {qL^{2}}{12}}}
{\displaystyle M_{\mathrm {left} }^{\mathrm {fixed} }=\int _{0}^{L}\left\{-{\frac {qdx\,x(L-x)^{2}}{L^{2}}}\right\}=-{\frac {qL^{2}}{12}}}
وهذه في حالة حمل موزع خطيًا قيمته {\displaystyle q_{0}},
{\displaystyle M_{\mathrm {right} }^{\mathrm {fixed} }=\int _{0}^{L}q_{0}{\frac {x}{L}}dx{\frac {x^{2}(L-x)}{L^{2}}}={\frac {q_{0}L^{2}}{20}}}
{\displaystyle M_{\mathrm {left} }^{\mathrm {fixed} }=\int _{0}^{L}\left\{-q_{0}{\frac {x}{L}}dx{\frac {x(L-x)^{2}}{L^{2}}}\right\}=-{\frac {q_{0}L^{2}}{30}}}